# Станкевич, Владимир Бенедиктович
Влади́мир Бенеди́ктович Станке́вич (лит. Vladas Stankevičius; с 1944 Vladas Stanka; 16 ноября 1884, Биржай — 25 декабря 1968, Вашингтон) — литовский и русский общественный и политический деятель, адвокат, философ, военный инженер.

## Ранние годы
Среднее образование получил в Риге и Петербурге, гимназию окончил в Петербурге (1903). Окончил юридический факультет Императорского Санкт-Петербургского университета (1908). С 4 сентября 1908 г. стал помощником присяжного поверенного у Л. Н. Андроникова. Был оставлен при кафедре для подготовки в профессуру. В 1913 получил степень магистра, в 1914 утверждён приват-доцентом уголовного права. С началом Первой мировой войны поступил в военное училище. Окончив училище в 1915, служил военным инженером. Позднее в Петрограде в училище военных инженеров преподавал фортификацию. Выпустил совместно с генералом В. В. Яковлевым и полковником Ю. В. Бартошевичем учебник фортификации.

## Годы революций
Был секретарём фракции Трудовой народно-социалистической партии в Государственной думе. В 1917 был избран в Петроградский совет рабочих и солдатских депутатов.
В мае 1917 стал начальником кабинета военного министра А. Ф. Керенского, в июне назначен комиссаром Временного правительства на Северном фронте, в конце сентября — комиссаром Временного правительства в Ставке Верховного главнокомандующего в Могилёве при начальнике штаба генерале Н. Н. Духонине. Участвовал в попытках подавить большевистский переворот, одним из последних покинул Зимний дворец и затем Гатчину, пытался организовать сопротивление в Могилёве.
В «Открытом письме политическим друзьям» в начале 1918 года призвал все «социалистические и истинно демократические партии» к прекращению сопротивления большевикам и «лояльной оппозиции нынешней советской власти». Дважды арестовывался большевиками и жил полулегально, пока ему не удалось выехать в мае 1919 в Германию.

## Эмиграция

### Берлин
С августа 1919 четыре года прожил в Берлине, основал просуществовавшую год политическую группу «Мир и труд». Группа проповедовала «культурное примиренчество» (имеется в виду частичное примирение с большевистским режимом в России), к которой примкнули Г. Н. Брейтман, С. Я. Шклявер, А. С. Ященко, Роман Гуль, Ю. Офросимов, Е. А. Ляцкий и другие. В апреле — октябре 1920 совместно с В. В. Голубцовым редактировал и издавал журнал «Жизнь», руководил издательством «Знание».

### Литва
В 1922 переехал в Каунас. С сентября 1923 доцент, позднее профессор Литовского университета, заведующий кафедрой уголовного права. Читал курсы уголовного права и торгового права. Одновременно занимался адвокатской практикой, был членом Совета адвокатов Литвы, несколько лет член правления Общества правоведов Литвы.

### Вторая эмиграция
С приближением Советской армии в 1944 эмигрировал в Германию. Один из основателей и президент (1948—1949) Балтийского университета в Германии.
В 1949 г. переехал в США, занимался научными исследованиями в Библиотеке Конгресса в Вашингтоне. Сотрудничал в американских русских изданиях «Новый журнал» и «Новое русское слово», а также в многотомной «Литовской энциклопедии» («Lietuvių enciklopedija»), издававшейся с 1950-х в Бостоне, для которой написал ряд статей.

## Сочинения
Выработал своеобразную систему историософских, геополитических и этико-гуманистических воззрений. Автор тематически разнообразных различного рода работ на русском, литовском, немецком, английском языках — от научно-популярной биографии Д. И. Менделеева и обзоров динамики мировой экономики до критики экзистенциализма и трактата о корнях зла:
- Dolus eventualis. 1914.
- Борьба с опасным состоянием, как основная задача нового уголовного права. 1914.
- Воспоминания: война и революция. 1920.
- Судьбы народов России. 1921.
- Россия и Германия: Прошлое, настоящее, будущее. — Берлин, 1922.
- На великом Севере. 1923.
- Менделеев. 1923 (позднее то же на литовском языке, 1940).
- Baudžiamosios teisės paskaitos. 1925.
- Baudžiamosios teisės istorijos pamatiniai bruožai. 1932.
- Pasaulinės istorijos dinamika. 1934. (то же на русском, 1934).
- Pasaulinio ūkio dinamika. 1936 (то же на немецком, 1937).
- Dynamik der Weltwirschaft. 1937.
- Žvaigždė iš Rytų (Karalius Asoka). 1936, 1959 (то же на немецком, 1937, на русском, 1959, английском, 1962).
- Indijos karaliaus turtai. 1936 (приключенческий роман, издан под псевдонимом A. Kosa).
- Didelės ir mažos valstybės. 1938 (то же на английском, 1947).
- Mendelejevas. 1940.
- Lietuvos Statutas ir Hammurabi kodeksas. 1946.
- The Big and Small States. 1947.
- Homo Gaudens: Радость как источник цивилизации. 1950.
- Pikto šaltinis. 1950 (то же на английском, 1954).
- Об экзистенциализме. 1953.
- The Root of Evil. 1954.
- Egzistencializmo tamsa ir šviesa. 1954.
- Institutions of the USSR Active in Arctic Research and Development. 1958; 1959.
- The Star of the East and Asoka’s Wheel. 1962.